# Bigéminisme
Le bigéminisme, ou Pulsus bigeminus, ou encore pouls bigéminé, correspond à un trouble du rythme cardiaque caractérisé par deux battements cardiaques très rapprochés, le second étant une extrasystole suivis d'une pause.
Suivant l'origine de l'extrasystole, on parle de « bigéminisme auriculaire » ou de « bigéminisme ventriculaire ».
Le diagnostic est fait essentiellement sur l'électrocardiogramme révélant l'extrasystole. Cliniquement, il peut se manifester par un pouls lent et régulier : l'extrasystole survenant précocement, alors que le ventricule n'est pas ou peu rempli, la contraction ventriculaire en résultant n'est pas efficace et n'est pas alors ressenti au pouls.